# Kościół Narodzenia Najświętszej Maryi Panny w Stroni
Kościół Narodzenia Najświętszej Maryi Panny w Stroni – wzniesiony w stylu romańskim rzymskokatolicki kościół filialny należący do parafii Nawiedzenia Najświętszej Maryi Panny w Wabienicach.
Budowę kościoła datuje się na 1300 rok. Świątynię wzniesiono w stylu romańskim, była restaurowana w XVIII w. i w 1959 r. Jest to rotunda o różnej średnicy, murowana z kamienia polnego, z oknami ostrołukowymi w prezbiterium oraz portalem południowym. W prezbiterium pod drewnianym stropem biegnie roślinny fryz, wykonany w stiuku ok. 1600 r. W nawie zachowała się kamienna chrzcielnica z 1517 r.